# Codziennik

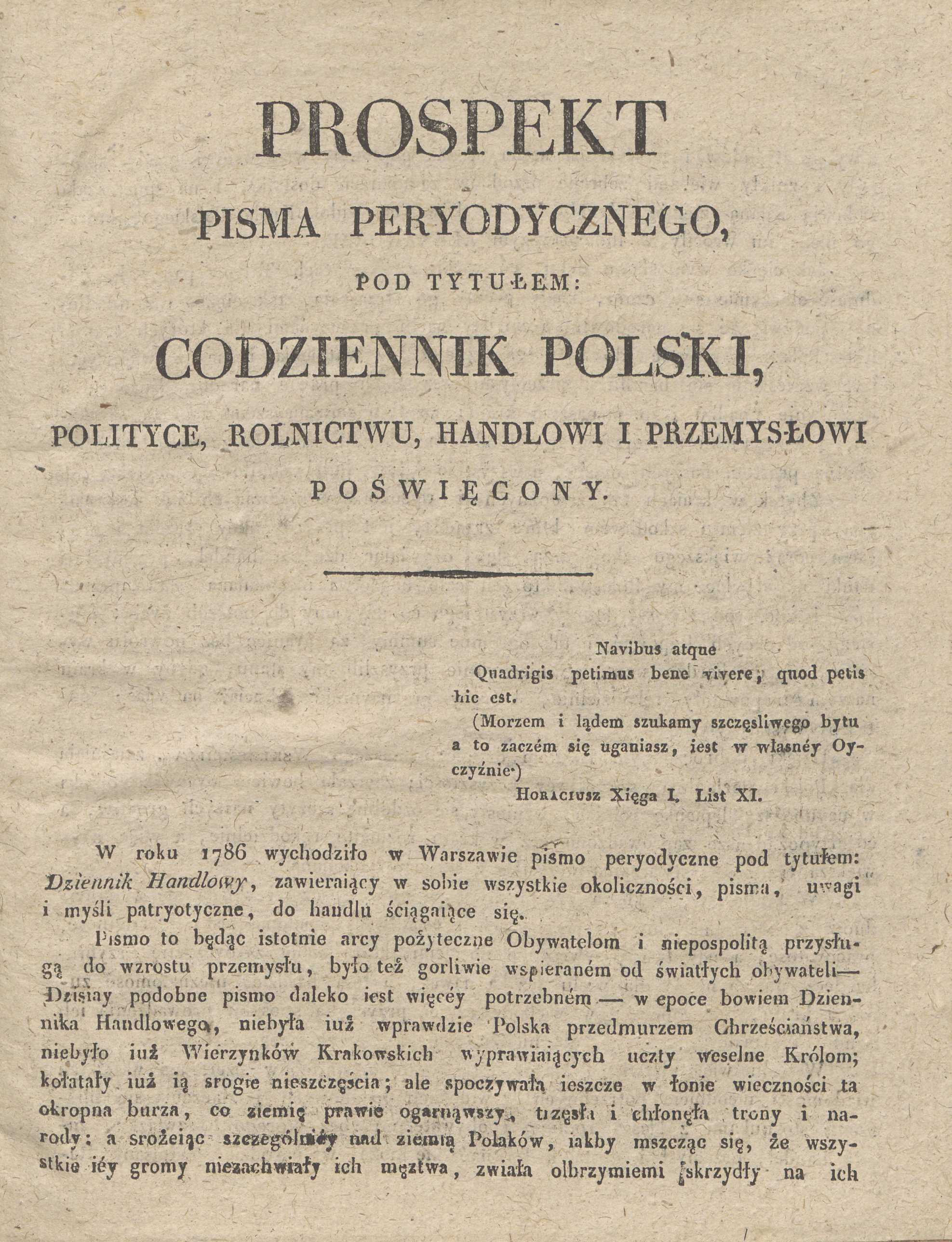
Pierwsza strona prospektu emisyjnego (dodatek do „Gazety Korrespondenta Warszawskiego i Zagranicznego”)

Codziennik Polityce, Handlowi, Przemysłowi i Rolnictwu Poświęcony – dziennik ogólnoinformacyjny, wydawany w Warszawie 8-12 kwietnia 1823 r. Wydawcą i redaktorem był Klemens Malecki. Pismo liczyło 4 strony niewielkiego formatu, było tłoczone w drukarni Natana Glücksberga. Wyszło tylko 5 numerów.
Wydanie pisma poprzedził prospekt, zapowiadający, że Codziennik będzie gazetą poświęcającą wiele miejsca wiadomościom handlowym i przemysłowym. Jako dodatek miała wychodzić Kronika Przemysłu Narodowego. Pierwszy numer miał wyjść 1 kwietnia, ale z nieznanych powodów start gazety opóźnił się o tydzień.
Jedyny zachowany komplet Codziennika posiada Biblioteka Uniwersytecka w Warszawie.